# CataCXium F sulf
CataCXium F sulf ist eine wasserlösliche Organophosphorverbindung, die sich vom Fluoren ableitet. Palladiumkomplexe dieser Verbindung haben sich als äußerst aktive Katalysatorsysteme in palladiumkatalysierten Kreuzkupplungsreaktionen, z. B. Suzuki-Kupplung, Sonogashira-Kupplung oder Buchwald-Hartwig-Kupplung erwiesen.
CataCXium F sulf ist im 100-g-Maßstab synthetisierbar und kommerziell erhältlich.